# Entomobrya spectabilis
Entomobrya spectabilis är en urinsektsart som beskrevs av Reuter 1892. Entomobrya spectabilis ingår i släktet Entomobrya och familjen brokhoppstjärtar. Arten är reproducerande i Sverige. Inga underarter finns listade i Catalogue of Life.